# Фербенк, Рональд
Рональд Фербенк или Фирбенк (англ. Arthur Annesley Ronald Firbank, 11 января 1886, Лондон — 21 мая 1926, Рим) — английский писатель.

## Биография
Из аристократической семьи, хотя ещё его дед был шахтёром. Учился в Кембридже, но не получил диплома. В 1907 обратился в католицизм. Много путешествовал (Северная Африка, Ближний Восток, Италия, Испания), отличался эксцентричностью поведения. 
Умер от заболевания легких в 1926 году во время поездки в Рим.

## Творчество и влияние
Написал несколько коротких романов, написанных с гротескным юмором, изданных на его собственные средства. Творчество писателя оказало заметное влияние на таких литераторов, как О. Хаксли, И. Во и М. Спарк. Сьюзен Зонтаг в эссе «Заметки о кэмпе» (1964) причислила сочинения Фербенка к «канону кэмп-литературы».
Помимо романов Фербенк написал несколько пьес и оперных либретто.

## Сочинения
- Vainglory/Тщеславие (1915)
- Inclinations/ Склонности (1916)
- Caprice/ Причуда (1917)
- Valmouth/Вэлмут (1919, муз.комедия Сэнди Уилсона, 1958)
- The Princess Zoubaroff/ Княгиня Зубароф (1920, комедия, исполнялась c участием Эдит Эванс по Британскому радио,1964)
- Santal/ Сандаловое дерево (1921)
- The Flower beneath the Foot / Цветок под ногами (1923)
- Sorrow in Sunlight/ Печаль под ярким солнцем (1925)
- Concerning the Eccentricities of Cardinal Pirelli/ О странностях кардинала Пирелли (1926)
- The Artificial Princess/ Искусственная принцесса (1934)

## Публикации на русском языке
- Искусственная принцесса. Тверь: Митин журнал; Kolonna Publications, 2004